# سینما راکسی
سینما راکسی (به انگلیسی: Roxie Theater) یک سینما در سان فرانسیسکو است که سالِ ۱۹۱۲ میلادی گشایش یافت.